# Clare Teal
Clare Teal (* 14. Mai 1973 nahe Skipton in Yorkshire) ist eine britische Jazzsängerin und Radiomoderatorin, die nicht nur für ihre Stimme bekannt wurde, sondern auch dafür, bei Sony Jazz den bestbezahlten Plattenvertrag für eine britische Jazzsängerin überhaupt unterschrieben zu haben.

## Leben
Teal wuchs in North Yorkshire auf. Durch die Plattensammlung ihres Vaters angeregt, begann sie sich bereits in jungen Jahren für Jazz und vor allem die Big-Band-Sänger wie Ella Fitzgerald und Joe Loss zu interessieren. Sie nahm Musikstunden und lernte, Klavier, elektronische Orgel und Klarinette zu spielen, bevor sie ihr Musikstudium an der University of Wolverhampton begann. Während ihrer Studienzeit sollte sie eines Tages unerwartet geprüft werden, hatte jedoch ihre Klarinette nicht bei sich. Sie entschied sich, stattdessen zu singen und bekam dafür eine sehr gute Bewertung. Sie wurde sich zudem bewusst, dass sie es mochte, vor Publikum zu singen. Nach dem Abschluss ihres Studiums begann sie, in der Werbebranche zu arbeiten und schrieb Werbe-Jingles, die sie selbst einsang. In ihrer Freizeit trat sie als Sängerin in Amateur- und halbprofessionellen Bands auf.
Teals musikalische Karriere begann, als sie als Ersatz für Stacey Kent auf einem Festival in Llandrindod Wells einsprang. Dem Auftritt folgten weitere Engagements in kleineren Jazzbands und zahlreiche Demoaufnahmen, die 2001 schließlich zu einem Plattenvertrag mit dem Independent-Label Candid Records führten. Es folgten drei Jazz-Alben bei Candid, die Clare Teal einem breiteren Publikum bekannt machten. Eine besondere Rolle spielte dabei der bekannte britische Talkshow-Moderator Sir Michael Parkinson, der in seiner BBC-Radio-2-Show Parkinson's Sunday Supplement zahlreiche Titel Clare Teals spielte und sie in seiner Talk-Show Parkinson auftreten ließ.
Teal unterschrieb nach drei Alben bei Candid Records bei Sony Jazz den höchstdotierten Plattenvertrag einer britischen Jazz-Sängerin überhaupt. Das erste Album bei Sony, „Don't Talk“ erschien 2004 und wurde ihr endgültiger musikalischer Durchbruch. Es erreichte Platz 1 der UK Jazz Charts und Platz 20 der UK Album Charts. Während viele ihrer Aufnahmen Jazzstandards sind, enthalten frühere Alben auch eigene Titel und sogar Cover von Titeln, die nach der Swing-Zeit entstanden. 
Zwischen 2005 und 2009 moderierte Teal bei BBC Radio 2 die Sendung Big Band Special. Seit 2009 präsentiert sie dort ihre eigene The Swing & Big Band Show.

## Preise und Auszeichnungen
In den Jahren 2005 und 2007 sowie 2017 wurde sie bei den British Jazz Awards zum „Jazz Vocalist of the Year“ gewählt; sie erhielt 2006 die Auszeichnung als „BBC Jazz Vocalist of the Year“.
Auszeichnungen (Auswahl)
- 2004: Deacons Award des Marlborough Jazz Festival - Best Live Performer
- 2004: Yorkshire Awards - Arts and Personality Award
- 2004: Yorkshire Young Achievers Award - Achievement in Arts Award
- 2005: British Jazz Awards - Jazz Vocalist of the Year
- 2005: Deacons Award des Marlborough Jazz Festival - Best Live Performer
- 2006: BBC Jazz Awards - BBC Jazz Vocalist of the Year
- 2007: British Jazz Awards - Jazz Vocalist of the Year

## Diskografie (Auswahl)
- Nice Work (1995)
- Messin' with Fire (2000)
- That's the Way It Is (2001)
- Orsino's Songs (2002)
- The Road Less Travelled (2003)
- Don't Talk (2004)
- Paradisi Carousel (2007)
- Get Happy (2008)
- Live at the Ebenezer Chapel (2009)
- Hey Ho (2011)
- Clare Teal & Grant Windsor mit Pee Wee Ellis: In Good Company, (2014)
- Twelve O’Clock Tales (2016)
- They Say It’s Swing (2020)
- The Clare Teal Fireside Sessions (2021, mit Jason Rebello, Simon Little, Ben Reynolds sowie Pee Wee Ellis, Giacomo Smith, Dave Archer)